# Institut des archives nationales

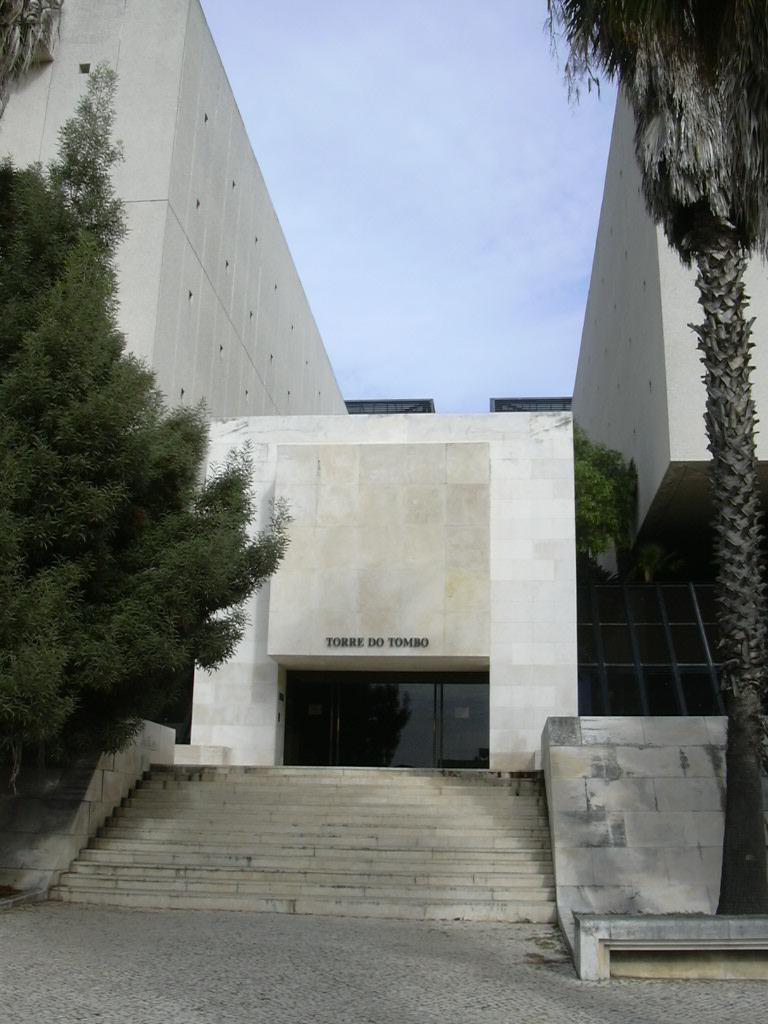
La façade principale de la Torre do Tombo

L'Institut des Archives nationales-Torre do Tombo (Instituto dos Arquivos nacionais / Torre do Tombo) est une unité organique centrale de la Direction générale du livre, des archives et des bibliothèques qui est constituée en tant qu'archive centrale de l'État portugais. Il tire son nom d'une tour du château de Lisbonne où, à la fin du XIVe siècle, furent réunies et classées pour la première fois les archives de la couronne (tombo est à peu près synonyme de livre terrier). Bien que la tour ait été détruite lors du tremblement de terre de Lisbonne de 1755 et les archives transférées dans un autre bâtiment, la dénomination Torre do Tombo est restée d'usage courant pour désigner les archives centrales de l'État. Elle a été insérée dans la raison sociale de l'institution créée en 1997 et dont la mission est à la fois de collecter, conserver et communiquer ces archives, et de coordonner l'action de tous les services d'archives publics portugais. Le siège des Archives nationales est un bâtiment d'une capacité totale de 70 kilomètres linéaires, construit en 1990, dans la cité universitaire de Lisbonne.